# Gräns (poddradioprogram)
Gräns är ett poddradioprogram producerat av Sveriges Radio, som hade premiär 25 augusti 2021. Sveriges Radio uppgav att programmet skulle förstärka Sveriges Radios  försvarsbevakning och göra frågorna "mer tillgängliga för en bred publik". Bo Torbjörn Ek och Sara Sundberg är programledare. Fram till 19 september 2023 hade 82 avsnitt släppts.
I avsnitten berättar programledarna om ett ämne tillsammans med inbjudna gäster. Poddens magasinsform varvar studiosamtal och intervjuer. SVT skrev i samband med premiäravsnittet att programmet har en "gestaltande stil och handlar om hotbilden mot Sverige och om försvaret".

## Innehåll
Gräns premiäravsnitt handlade om en misstänkt rysk spionagehärva som togs upp i rätten samma dag som premiäravsnittet. Avsnitten har sedan handlat om säkerhetspolitiska skeenden i bland annat  Arktis, Afrika, och Kina. Efter Rysslands invasion av Ukraina har detta varit ett återkommande tema i programmet fram till 2023.
Bland inbjudna gäster återfinns bland annat Allmänna försvarsföreningens generalsekreterare Anna Wieslander och Kungliga krigsvetenskapsakademins ledamöter Karl Engelbrektson och Jan Mörtberg.